# Daêva
De daêva's (Avestisch; Oudperzisch: daiva's; Middelperzisch: diws/dêws) (Armeens: Դևեր; dever) vormen een groep van mannelijke en vrouwelijke goddelijke wezens in het zoroastrisme. Oorspronkelijk waren ze traditionele goden van de pre-zoroastrische proto-Iraniërs en proto-Armeniërs, maar mettertijd werden ze in het zoroastrisme als demonen beschouwd. Daêva’s waren door zoroastriërs verworpen wezens die wanorde en ziekte zouden veroorzaken. 
Het woord daêva is etymologisch verwant met het Vedische déva ('god') en Latijnse deus ('god'), die alle afstammen van het Indo-Europese *deiwó-, 'stralend'. 
De daêva's verschijnen als een categorie van goden in de Gâthâ's, de oudste delen van de Avesta, het heilige boek van de zoroastriërs. Hun precieze betekenis wordt hierin echter niet duidelijk. De auteur, wellicht de profeet Zarathustra, bekritiseert en verwerpt hen echter, omdat ze gebrekkig zouden zijn. In de Jonge Avesta, het latere deel van de Avesta, verwijst daêva's naar een restcategorie van goddelijke of demonische wezens die simpelweg niet tot de orthodoxie behoorden, maar bijvoorbeeld tot een andere religie. Vermoedelijk is het in die betekenis dat naar daiva's wordt verwezen in een inscriptie van koning Xerxes, die de plaats van een daivacultus (daivadana) onderdrukte ten gunste van de oppergod Ahura Mazdâ.
In de loop der tijd werden met daêva's demonische wezens bedoeld, die onder leiding stonden van Angra Mainyu, de slechte tegenstander van Ahura Mazdâ. Angra Mainyu zou ze bijvoorbeeld geschapen hebben als reactie op de wezens die de oppergod schiep (yazata's). Als duistere krachten waren de daêva's de fysieke wereld (gêtîg) binnengedrongen om voor allerlei vormen van ellende te zorgen. Indra, Saurva en Nânhaithya, die ook voorkomen in het Vedische pantheon, werden in het zoroastrisme leiders van demonen. Andere prominente daêva's zijn: Aêshma ('woede'), Apaosha ('gebrek'), Astôvîdhâtu ('skeletontleding'), Bûshastâ ('luiheid') en Nasu ('lijk').
Het geloof in daêva's als boze geesten bestaat nog onder zoroastriërs, zoals traditionele Parsi. Zo laten ze een lamp dagenlang branden zodra een kind wordt geboren, zodat het kind en de moeder beschermd zijn tegen daêva's.
Het is onduidelijk waarom in de oude Iraanse religie sommige pre-zoroastrische goden daêva's en dus demonen werden, maar andere goden zoals Mithra juist goede werden aan de zijde van Ahura Mazdâ. Ook is het niet duidelijk waarom de betekenis van het woord daêva 'god' zelf veranderde in 'demon', terwijl verwante woorden in andere talen positieve connotaties hebben.